# Adygiejski Uniwersytet Państwowy
Adygiejski Uniwersytet Państwowy (ros. Федеральное государственное бюджетное образовательное учреждение высшего образования «Адыгейский государственный университет») – rosyjska uczelnia państwowa w Majkopie.
Uniwersytet posiada filię w Biełorieczensku.